# René Marchais
Pour les articles homonymes, voir Marchais.

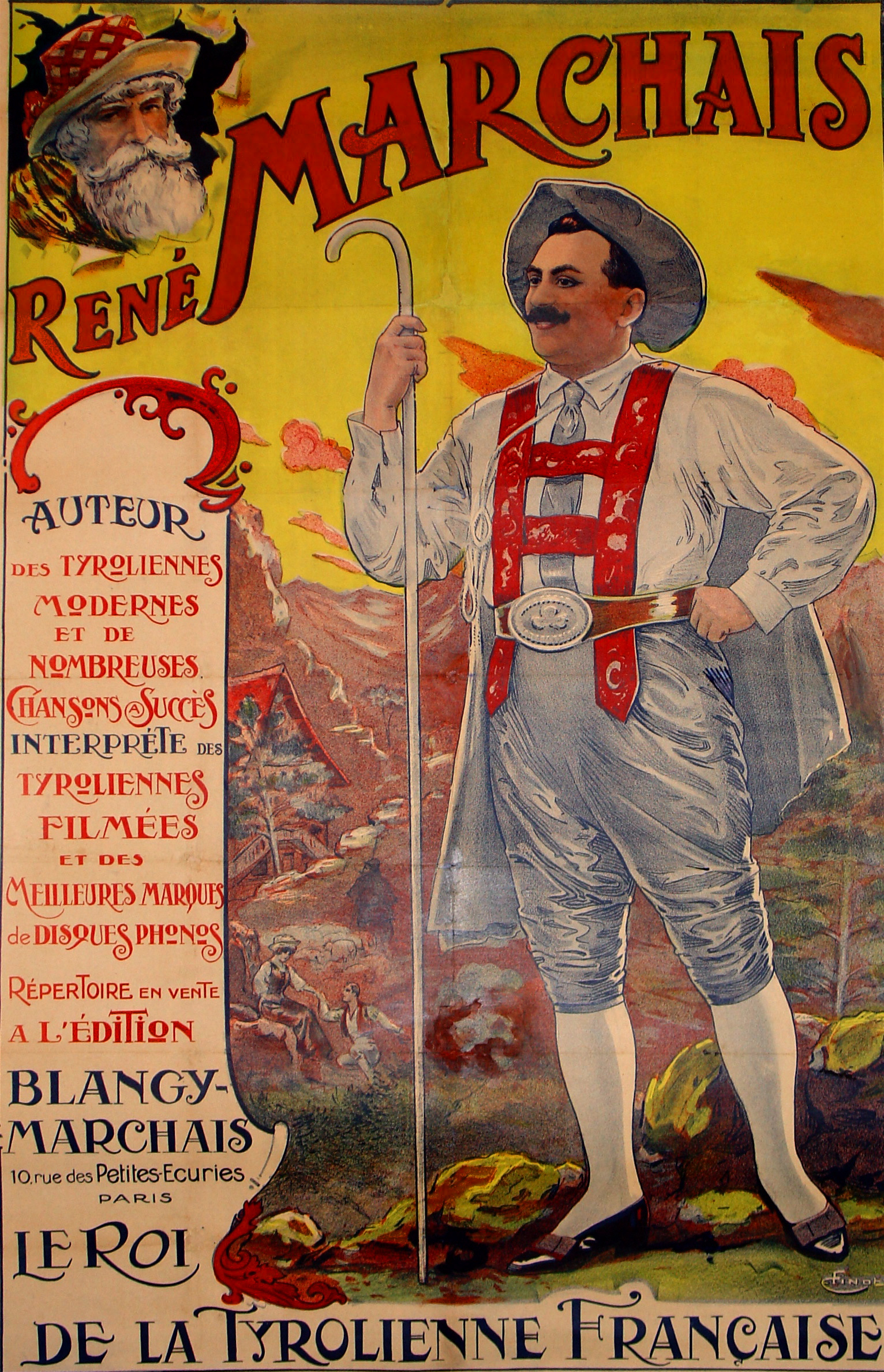
Affiche présentant René Marchais.

René Marchais, de son nom complet René Auguste Alexis Calixte Marchais, est un chanteur et parolier français né à Saint-Chartier (Indre) le 14 octobre 1877 et mort le 6 novembre 1949 à Paris, réputé pour ses yodel et ses chansons tyroliennes.

## Biographie
Fils aîné d’un père gendarme à pied et d’une mère couturière, il passe sa jeunesse à Martizay, village natal de sa mère. À la mort de son père Auguste Marchais, en 1888, il quitte Martizay et vient à Paris où, grâce à sa famille maternelle, il trouve un emploi de commis dans un magasin de chaussures. Sur le boulevard Saint-Michel, il découvre le monde du théâtre et du music-hall. Il passe ses soirées à errer de  caf' conc' en cabaret. Le célèbre cabaret des Noctambules, au 7, rue Champollion, tenu par Martial Boyer, est celui qu’il fréquente le plus assidûment. Remarqué pour sa jolie voix de ténorino, un soir, il bouche un trou dans un spectacle. Le voilà engagé dans la revue des Noctambules. Aidé dans ses premiers pas par son mentor et ami Marcel Legay, l’ex-commis de magasin s’affirme sur les scènes parisiennes en qualité de chanteur tyrolien, genre très prisé à l’époque.
C’est aux côtés de Xavier Privas, d’Eugène Lemercier, de Gabriel Montoya, Marcel Legay ou encore du fameux pianiste Alcib Mario qu’il continue son ascension artistique, tout en possédant un magasin de chaussures au n° 22, rue Lepic. Sa carrière de parolier et chansonnier se poursuit jusqu’à la guerre.  Il se produit à l’Alhambra, à Bobino, ou encore au casino de Paris.
Durant cette période, il écrit des centaines de chansons dont de nombreuses tyroliennes. Avec Georges Blangy, compositeur et ami, ils créent les éditions Blangy-Marchais, n° 10 cour des Petites-Écuries.

## Première Guerre mondiale
Durant la guerre, il est nommé directeur artistique du théâtre des armées coloniales, et crée différentes revues, pièces et chansons de circonstance. Mobilisé au 72e bataillon de tirailleurs sénégalais basé à Fréjus, il organise des soirées récréatives, ce qui lui vaut les félicitations des généraux Marchand et Mangin. Ref: nospoilusdelagrandeguerre.com

## Après la guerre
Revenu à la vie civile, il continue sa carrière artistique, enregistre des disques sur les plus grandes marques de phonos. Dans les années 1930 il se produit dans de nombreuses salles de cinéma, comme le Gaumont-Cinéma, le Cinéma Gambetta, l'Éden Cinéma.  C’est la grande époque des fameuses « attractions » qui précèdent le film. Vêtu de son habit tyrolien, il réjouit les salles de son puissant yodle.
À cette époque, il continue d’écrire pour de fameux chanteurs tyroliens tels que Andreany, Duguay, Rilighi, Bergeret, Luxor, Charlesky, Saint-Pierre, Lorit, Noder, des Belges comme Leoram, des Canadiens comme  Maurice Paradis ou encore des chanteuses comme  Rachel Amyaty, Rollini, Egina, Jane Fer, Mme Beruwe, Esther Kiliz et bien d’autres. Plus tard des artistes tel Yonal essaient de remettre ces tyroliennes au goût du jour à la manière « zazou » en vogue dans les années 1940.
René Marchais reste attaché à la commune de Martizay où il a passé sa jeunesse, et il y possède une maison qu'il nomme la « closerie tyrolienne ». René Marchais écrit jusqu’aux derniers jours de sa vie. Il meurt en 1949, laissant près de quatre cents chansons et poèmes, dont de nombreuses tyroliennes.

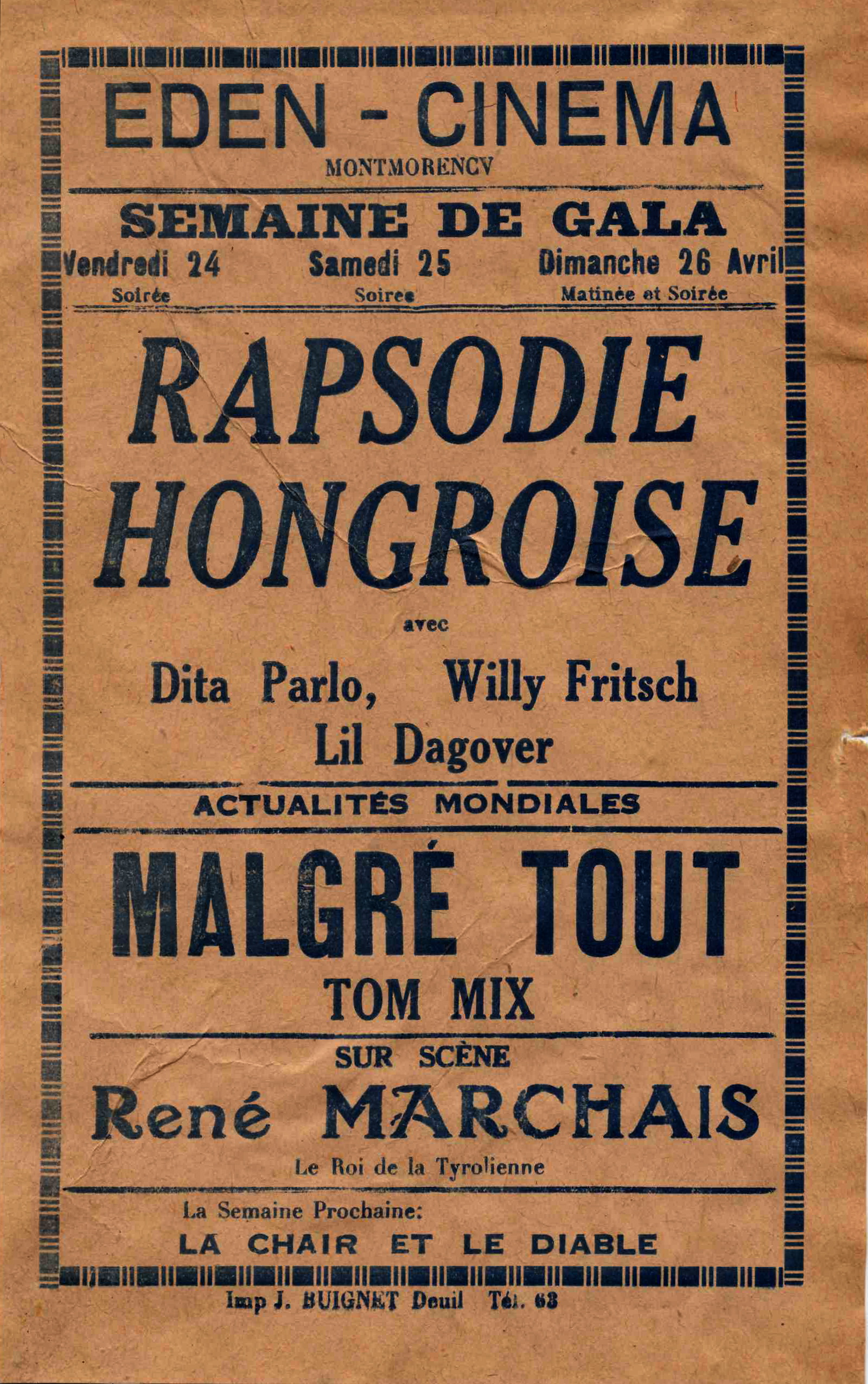
René Marchais sur une affiche de l'Eden Cinema.
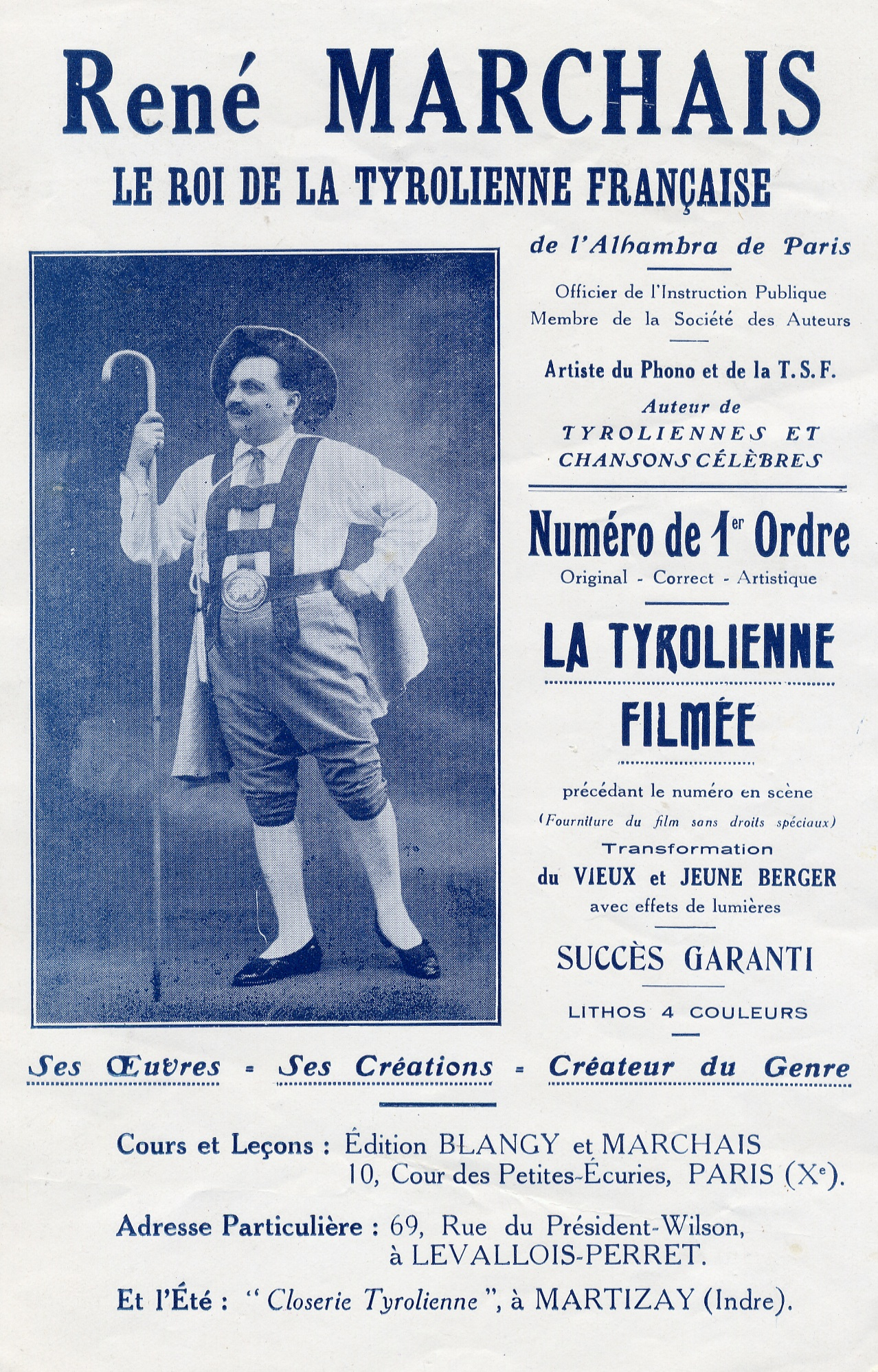
Affiche de René Marchais.
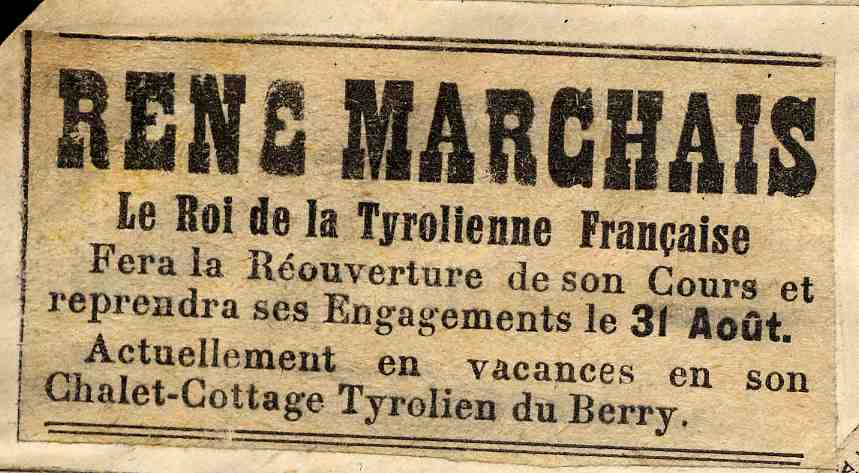
René Marchais donne aussi des cours, comme en témoigne cette petite annonce.